# Jane Crafter
Jane Crafter (Perth, 14 december 1955) is een Australisch-Amerikaanse golfer die golft in de Legends Tour. Ze golfde ook in de LPGA Tour, waar ze één golftoernooi won, en in de ALPG Tour, waar ze drie golftoernooien won.

## Loopbaan
Voordat Crafter een golfprofessional werd in 1980, was ze drie jaar lang actief als apotheker. In 1981 maakte ze haar debuut op de LPGA Tour en speelde in 2004 haar laatste seizoen. Tussendoor golfde ze ook af en toe op de ALPG Tour, waar ze drie golftoernooien won waarvan twee keer de Australian Ladies Masters en één keer het Australian Open.
In 2010 maakte Crafter haar debuut op de Legends Tour. In 2013 behaalde ze haar eerste zege op de Legends door de Fry's Desert Golf Classic te winnen met Betsy King.

## Prestaties
LPGA Tour
| Nr. | Datum            | Toernooi                  | Score        | Score | Info |
| --- | ---------------- | ------------------------- | ------------ | ----- | ---- |
| 1   | 18 februari 1990 | The Phar-Mor at Inverrary | 70-67-72=209 | –7    |      |

ALPG Tour
- 1992: Alpine Australian Ladies Masters
- 1996: Alpine Australian Ladies Masters
- 1997: Toyota Women's Australian Open

Overige zeges
- 1987: JCPenney Classic (met Steve Jones)

Legends Tour
| Nr. | Datum        | Toernooi                  | Score | Score | Info           |
| --- | ------------ | ------------------------- | ----- | ----- | -------------- |
| 1   | 9 maart 2013 | Fry's Desert Golf Classic | 64    | –8    | Met Betsy King |

## Teamcompetities
Professional
- Handa Cup (World Team): 2010, 2012 (gelijkspel), 2013 (winnaars)